# アカシタビラメ
アカシタビラメ（赤舌鮃、学名：Cynoglossus joyneri） は、カレイ目ウシノシタ科に属する海水魚である。

## 概要
南日本、黄海、南シナ海の、水深20-70m程度の沿岸部の砂泥底に生息する。4齢での体長は25cm程度。体色は、目がある上側はオレンジ色から赤味がかった茶色の斑点がびっしりとあり、紫色の横線がうろこに沿って1本走っている。目のない下側は白い。目は小さく、左側に2つ並んでついている。背びれ、腹びれが尾びれと繋がっており、胸びれはない。ゴカイ類や貝類、甲殻類、小魚などを餌にする。産卵期は6~7月頃。

## 地方名
有明海地方では靴の底に似ていることから、「くつぞこ」、「クチゾコ」、「クッゾコ」と呼ばれている。
岡山県などの瀬戸内地方東部では「ゲタ」と呼ばれ、煮付けの定番魚の一つとなっている。
山口県では「レンチョウ」と呼び煮付けなどにする。
大分県中津市では「ベタ」と呼び干物などにする。

## 近縁種
コウライアカシタビラメ、カラアカシタビラメ、イヌノシタなどの種類があり、それぞれ色や産卵時期も異なるが、混称としてアカシタビラメやクチゾコなどと呼ばれる。
- Cynoglossus abbreviatus - コウライアカシタビラメ
- Cynoglossus semilaevis - カラアカシタビラメ
- Cynoglossus robustus - イヌノシタ

## 利用
食用魚として重要で、トロール漁などにより捕獲されている。シタビラメ（ウシノシタ）類の中では最も美味とされ、ムニエルや煮付けなどに利用される。旬は春から夏。
中華料理では渤海湾のカラアカシタビラメの方が多く利用されるが、「目魚」（ムーユー）、「鰨目」（タームー）、「方板魚」（ファンバンユー）、「牛舌頭」（ニウショートウ。牛の舌）、「龍脷」（広東語 ロンレイ。竜の舌）などの名で、蒸し魚、唐揚げ、天ぷらの甘酢あんかけなどにされる。
朝鮮料理ではコウライアカシタビラメを「용서대」（ヨンソデ）、アカシタビラメを「참서대」（チャムソデ）と称するが、「서대」（ソデ）と総称され、辛い煮物、鍋料理、唐揚げなどにされる。